# 미치 앨봄

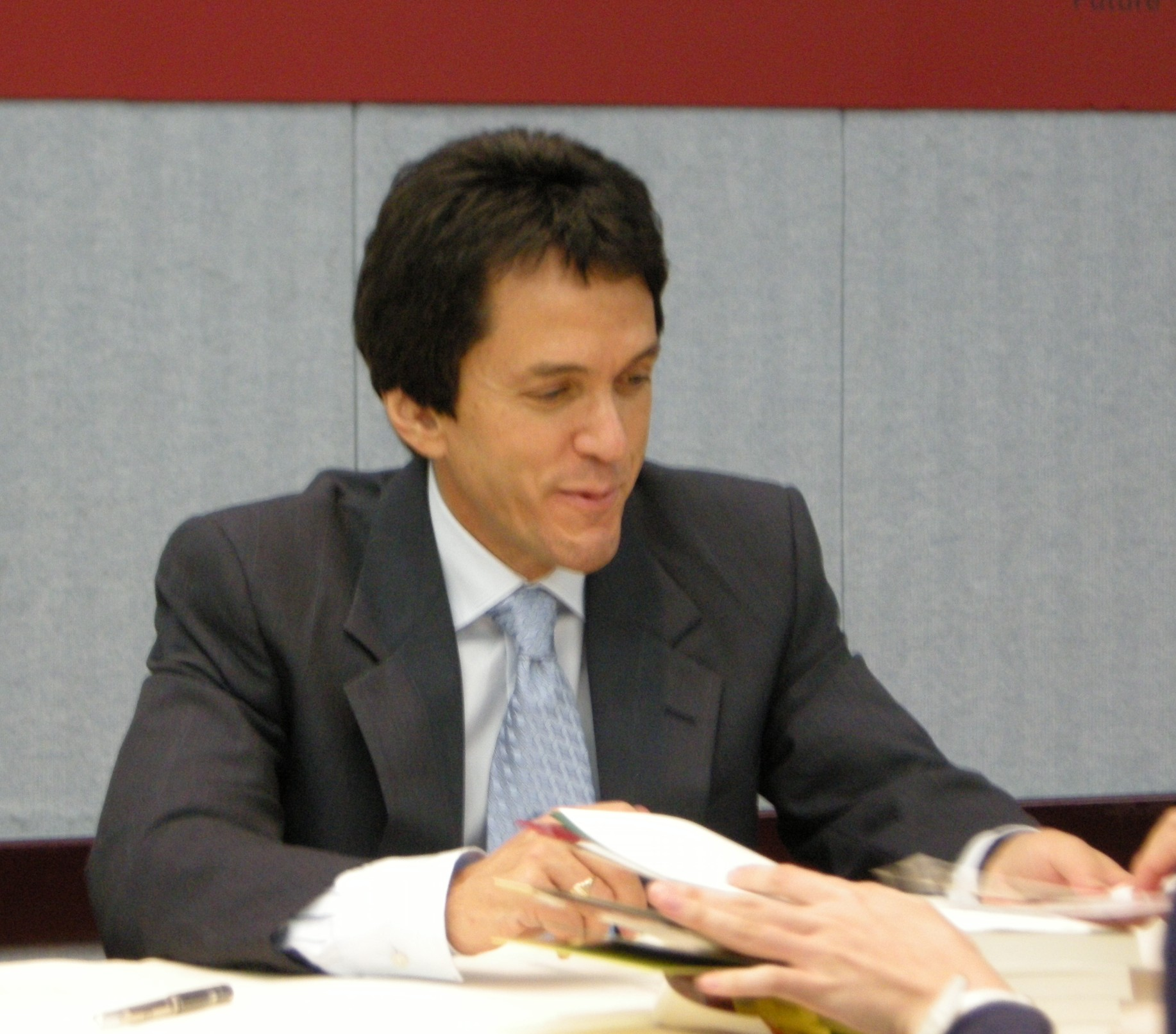

미치 데이비드 앨봄(Mitchell David Albom, 1958년 5월 23일 ~ )은 미국의 베스트셀러 작가이자 스포츠 전문 기자, 방송인이다. 앨봄의 책은 전 세계에서 2천 6백만부가 인쇄되었다. 스포츠 기자 시절 국가 표창을 받기도 하였다. 디트로이트에서 3개의 자선 단체를 운영하는 등 인정이 많기로도 유명하다. 세계적인 베스트셀러로는 《모리와 함께한 화요일》, 《천국에서 만난 다섯 사람》 등이 있다.

## 경력
- 디트로이트 프리 프레스지 기고
- 미국 APSE 스포츠 편집자
- 미치 앨봄 씨가 만든 책 《모리와 함께한 화요일》

## 수상
- APSE 스포츠 칼럼니스트 1위
- 2000년 에미상

## 학력
- 브랜다이스 대학교 사회학 학사
- 컬럼비아 대학교 언론학 석사[1]
- 컬럼비아 대학교 경영학 석사 (M.B.A.)

## 같이 보기
- 《모리와 함께한 화요일》